# Sedetani
Les sedetani ou habitants de Sedeis (gen. Seteskien) en langue indigène ibère. Ils furent un peuple ibère dès le IIIe siècle av. J.-C., situé dans la vallée de l'Èbre, en Espagne, proches des Jacetani.
Le nom de la ville est connue par des inscriptions monétaires. Elle fut la première à frapper monnaie localement, et l'a émise en grande quantité. Elle n'a pas encore été localisée bien qu'on suppose qu'il s'agisse d'Azaila. En effet, il n'est pas certain que le gisement de Cabezo de Alcalá, près d'Azaila, appartienne aux Sedetani, car son nom ibérique est inconnu, mais c'est assez probable. D'autres villes importantes autour étaient Kelse (Gelsa, qui a émis des deniers d'argent, on suppose donc qu'elle était temporairement la ville la plus importante), Salduie (Saragosse), Ildukoite (peut-être Oliete), Bernaba (Azuara), Ebora, Arsi ou Damaniu (de localisations inconnues, bien que Ptolémée les place vers les Monegros). En général, les Sedetani restaient au sud de l'Èbre entre les rivières Guadalope et Martín, et avaient pour voisins les Suesetani et les Ilergetes au nord, les Ilercavons au sud-est et les Celtibères au sud-ouest. Certains auteurs considèrent à tort les Sedetani comme faisant partie des Edetani, quoiqu'unis par le commerce et la culture comme en témoigne la décoration de la céramique.

## Origine

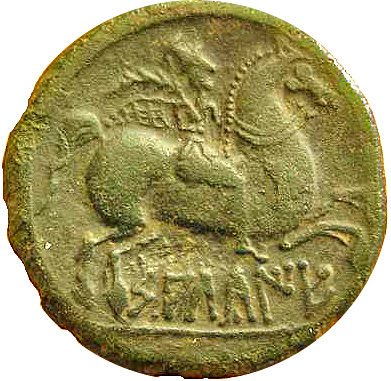
Revers d'un ace de Salduie. Le nom de la ville apparaît dans l'inscription ibérique.

C'est une ville indo-européenne, avec une base hallstatique d'Europe centrale liée aux Ilercavons, Ilergetes et Edetani. Les Sedetani ont atteint la péninsule ibérique le long de la côte de Levante, dans la région de l'actuelle Valence, d'où ils ont migré vers la vallée moyenne de l'Èbre, au sud de laquelle ils se sont installés avec précisément l'enclave où se trouve Salduie.
Ils parlaient une langue indo-européenne de caractère celtibère, dans laquelle est écrit le bronze de Botorrita, vers 70 avant notre ère. Lors du Ier siècle av. J.-C., la culture matérielle des Sedetani est celtibère, bien que déjà intensément romanisée. En fait, tout indique qu'ils entretenaient une relation de collaboration avec les Romains, qui firent de la Sedetanie le centre romanisant de toute la région. Sur l'une de ses villes les plus importantes, Salduie, les nouveaux colons fondèrent Caesaraugusta, délaissant peu de temps après, en raison de la force de cette nouvelle ville, son ancienne ville principale dans la région : Celsa.

## Économie

Peuplement préromain de la péninsule ibérique.

La base économique fut l'exploitation des terres en production céréalière, sans négliger l'élevage (le bétail jouait un grand rôle, entre bovins, chèvres et chevaux). On retrouve également des gibiers sur les dessins en céramique.
L'orge, le seigle, le millet et l'avoine furent cultivés. Les Sedetani gardaient les céréales dans des silos, recouverts d'une couche de boue et de pierres. Ces silos servaient également à stocker d'autres provisions.
Ils ont consommé du vin et de l'huile, d'après les amphores qui ont été trouvées. Ils y conservaient également des fruits. Le vin était importé de la région de Campanie (amphores gréco-latines).
Les Sedetano avaient une forte industrie textile de laine et de lin. Les robes sont également connues à travers la céramique. Il reste peu de témoignages de métallurgie.

## Numismatique

Idiomes de la péninsule ibérique en -300.

En numismatique, la monnaie d'argent est liée à Rome et à la guerre. Les pièces d'argent étaient utilisées pour payer les troupes romaines et les impôts, tandis que les pièces de bronze étaient utilisées pour les échanges entre les villes. Les Sedetani ont émis des devises avec des caractéristiques communes : une tête imberbe avec trois dauphins d'un côté, et un cavalier avec une paume de l'autre.

## Religion
Elle est inconnue, mais il existe un monument où apparaît le nom d'une divinité, Neitin, associée à Mars. Sur certains vases, nous voyons un personnage avec une charrue identifié au dieu Georgos qui a dominé le panthéon ibérique. Ce serait un dieu céleste de la fécondation. Parfois, il est représenté avec des attributs de guerrier. Diverses terres cuites ont également été découvertes faisant allusion à la déesse mère en relation avec Déméter.
Quant au monde funéraire, c'est l'incinération qui domine, qui passe par certaines phases : une exposition à domicile, le transport vers le lieu de crémation, l'incinération et la collecte des restes à côté du trousseau. Pour les marquer il y a des stèles, de différents types : avec des représentations de cavaliers avec lance ou bouclier ; avec épigraphie de lettres ibériques ; et anépigraphique et sans iconographie. Le cheval est un symbole d'héroïsation et d'immortalité, il sert à transporter le défunt dans l'au-delà.

## Romanisation
La romanisation est précoce. Il est possible que les Sedetani aient été favorisés par les Romains après la seconde guerre punique. De nombreux Sedetani se sont enrôlés dans l'armée romaine et sont intervenus dans les guerres italiques et romaines, comme en témoigne le bronze d'Ascoli.